# Ostrowski Hrabia
Ostrowski Hrabia – polski herb hrabiowski, odmiana herbu Rawicz, nadany w Prusach.

## Opis herbu
Znane są dwie wersje herbu hrabiowskiego Ostrowskich. Nazewnictwo według Juliusza Karola Ostrowskiego:
Ostrowski Hrabia: W polu złotym na niedźwiedziu kroczącym, czarnym, panna w czerwonej sukni, rozczesana w koronie złotej. Nad tarczą korona hrabiowska, nad którą hełm z klejnotem: Między dwoma rogami jelenimi pół niedźwiedzia czarnego, wspiętego, z różą czerwoną w prawej łapie. Trzymacze: dwaj dzicy mężowie stojący na postumencie roślinnym. Pod tarczą dewiza DEI SERVUS SUM, albo DOMINE DIRGE NOS, albo Z BOGIEM NAD BUGIEM.
Ostrowski II Hrabia: Klejnot bezpośrednio z korony hrabiowskiej, brak dewizy, trzymacze mają ugięte w kolanie zewnętrzne nogi, postument architektoniczny.

## Najwcześniejsze wzmianki
Tomasz Adam Ostrowski otrzymał 6 lipca 1798 pruski tytuł hrabiowski. Tytuł następnie potwierdzony w Rosji Atanazemu Jackowi, Stanisławowi Kostce i Antoniemu w latach 1844, 1854 i 1855. Syn Stanisława Kostki, Juliusz, otrzymał potwierdzenie w Rosji 31 października 1891. Potwierdzenie uzyskali także 19 marca 1892 Witold Ludwik Stanisław Kostka oraz Władysław Stanisław Kostka w Królestwie Polskim. Następnie Witold i Stanisław otrzymali obywatelstwo oraz potwierdzenie tytułu w Austrii 3 sierpnia 1901 (dyplom z 19 czerwca 1906).

## Herbowni
Jedna rodzina herbownych (herb własny):
- graf von Ostrowski